# Octavi Mars
Octavi Mars (en llatí Octavius Marsus) era un dels legats de Dolabel·la a Síria l'any 43 aC on tenia el comandament d'una de les legions. Ciceró diu d'ell que era "sceleratus homo atque egens" (un home ignominiós i indigent).
Era a Laodicea quan aquesta ciutat va ser entregada al cap republicà Gai Cassi Longí, i llavors va seguir l'exemple del seu general i es va suïcidar. Dió Cassi l'anomena Octavi Marc o Marc Octavi, segurament per error.